# Маймунски трикове, № 1
"Маймунски трикове, № 1" (на английски: Monkeyshines, No. 1) е американски късометражен ням филм от 1890 година, заснет от изобретателят Уилям Кенеди Диксън и режисьорът Уилям Хейс.

## Продукция
Кинолентата е заснета като експериментален филм, чиято цел е била да провери работоспособността на оригиналната цилиндрична форма на кинетоскопа, разработен от Диксън. Кадрите са заснети в лабораториите на Томас Едисън в Ню Джърси. Не е много ясно кога точно е заснета лентата. Има разминавания в мненията на киноисториците. Едни смятат, че е снимана през юни 1889 година, а други я датират от периода 21-27 ноември 1890 година.

## Сюжет
Сюжетът на филма показва в продължение на няколко секунди размазана фигура на мъж, облечен в бели дрехи, който стои на едно място и жестикулира.

## В ролите
В средите на филмовите дейци съществуват разногласия относно това, кой точно е мъжът, заснет на лентата. Колебанията са между Джон Отт и Джузепе Сако Албанезе, и двамата работници в лабораториите.